# Златка Поповска
Златка Поповска (на македонска литературна норма: Златка Поповска) е политик от Северна Македония.

## Биография
Родена е през 1948 година в град Скопие. През 1979 година започва да работи в Икономическия факултет на Скопския университет. През 1985 година защитава докторат по технологическия стратегия в Белградския университет. Между 1994 и 1998 е вицепремиер в правителството на Република Македония. От 2000 до 2004 е председател на съюза на икономистите на Македония. Членува в Социалистическата партия на Македония. През 2002 и е връчена награда Гоце Делчев за особено високи научни приноси. Омъжена е за Киро Поповски.